# 練馬区立大泉第二中学校
練馬区立大泉第二中学校（ねりまくりつ おおいずみだいにちゅうがっこう）は東京都練馬区東大泉にある公立中学校。
2021年5月12日時点の生徒数は527名、各学年5学級ずつの学校規模である。

## 概要
愛称は「二中」「大二中」。都内の公立中学校ではトップクラスの敷地面積を誇る。
成績優秀な生徒が多く、近年は都立西高や都立日比谷高、早大学院高、慶應義塾高、中大杉並高などへ卒業生が進学している。

## 沿革
1947年に学校教育法の施行にともなって練馬区で開設された中学校13校の中に同名の中学校が存在するが、これは1年後に大泉中学校に統合され、本校は1957年に再度分離設置されたものである。
- 1957年
  - 4月1日 - 設置告示
  - 4月4日 - 校章制定
  - 5月1日 - 開校記念日制定
  - 5月16日 - PTA結成
- 1958年6月19日 - 校歌制定
- 1961年7月20日 - プール竣工
- 1962年6月25日 - 体育館竣工
- 1967年1月25日 - 給食室完成、給食開始
- 1975年5月12日 - 全校新鉄筋校舎へ移転完了
- 1987年11月6日 - 校庭大時計設置（創立30周年記念）
- 1997年10月18日 - 正門左右に金木犀の生垣・校庭大時計設置（創立40周年記念）

## 都市計画
本校敷地は都市計画道路補助135号線と補助232号線の交差部に位置している。本校周辺の大泉学園駅南側地区には、消防活動困難区域があり、また狭隘な生活道路に車両が多く流入しており、事故や渋滞が多い道路が緊急輸送道路となっているなど、都市計画道路の整備が必要だと考えられている。しかし道路整備によって校地が三分されてしまうため、2016年から2019年にかけて有識者委員会によって対応方針が検討された。全面移転・校地拡張・現校地再建の3パターン数案を検討し、提言では周辺敷地を取得した上で計画道路を跨ぐ形で校舎の改築を行う案が妥当性が高いとされている。

## 学校行事
- 体育祭

春に行われる。
- 校外学習

1年次に横浜へ､2年次に都内巡りを行う。
- 文化発表会

第一体育館にて吹奏楽の発表や演劇などが行われる。
一般生徒の作品展示もされる。
- 合唱コンクール

毎年10月に所沢ミューズまたは練馬文化センターにて開催される。
- 臨海学校

1年生のみが夏休みを利用し静岡県下田市にて遠泳を泊まり込みで行う。
- スキー移動教室

2年生が1月に長野県で2泊3日で行う。
- 修学旅行

3年生が5月に京都府、奈良県を訪問する。

## 主な施設
- 第一体育館（放送室完備・エアコン）
- 第二体育館（更衣室・トイレ・野球部部室・体育教官室完備・エアコンなし）
- 体育倉庫・ラインカー室
- プール（更衣室・トイレ完備）
- バックネット・投手ブルペン2か所
- 校舎内のトイレは基本的に木造
- 身障者用トイレ完備

## 部活動

### 運動部
- 野球部（東京都4強、下町杯優勝、多摩武蔵杯優勝）
- サッカー部
- 陸上競技部（全国大会出場、都大会常連）
- バスケットボール部
- 男子バレーボール部
- 女子バレーボール部
- バドミントン部
- 女子ソフトテニス部
- 剣道部

### 文化部
- 吹奏楽部 (令和4年度 東京都コンクール銀賞）
- フラワーアート部
- 演劇部
- 家庭科部
- 美術部

## 通学区域
西武池袋線の南側に東西に延びた学区となっている。
- 東大泉五丁目
- 東大泉六丁目
- 東大泉七丁目
- 南大泉一丁目（23-52）
- 南大泉三丁目
- 南大泉四丁目

## 進学前小学校
区立中学校選択制度があり区内の遠方から通学している生徒もいるが、学区指定による小学校は以下の通り。※印は小中一貫教育グループの構成校。
- 大泉第二小学校(※)
- 大泉第六小学校
- 大泉東小学校
- 大泉南小学校(※)

## 学区内の主な施設
- 東京学芸大学附属大泉小学校
- 東京学芸大学附属国際中等教育学校
- 東京都立大泉高等学校・附属中学校
- 牧野記念庭園
- 大泉生協病院
- 旭出学園
- 東大泉病院
- 練馬西税務署
- 練馬区立南大泉図書館

## 交通
- 西武池袋線大泉学園駅から徒歩10分
- 西武新宿線上石神井駅からバスで15分

## 著名な出身者
- 深山卓也 - 最高裁判所裁判官[6]
- 宇賀克也 - 最高裁判所裁判官、元東京大学大学院法学政治学研究科教授[6]
- 飯塚仁樹 - 子役（超人バロム・1 他）
- 観月ありさ - 女優
- 岡田明丈 - プロ野球選手、広島東洋カープ所属
- 笹田夏実 - 体操競技選手
- 宇賀なつみ - アナウンサー
- 詩羽 - 歌手、ファッションモデル